# Deinopis reticulata
Deinopis reticulata är en spindelart som först beskrevs av William Joseph Rainbow 1899.  Deinopis reticulata ingår i släktet Deinopis och familjen Deinopidae. Inga underarter finns listade i Catalogue of Life.